# Сен-Жермен-де-Вибрак
Сен-Жерме́н-де-Вибра́к (фр. Saint-Germain-de-Vibrac) — коммуна во Франции, находится в регионе Новая Аквитания. Департамент коммуны — Шаранта Приморская. Входит в состав кантона Аршьяк. Округ коммуны — Жонзак.
Код INSEE коммуны — 17341.

## Население
Население коммуны на 2010 год составляло 203 человека.
| 1962 | 1968 | 1975 | 1982 | 1990 | 1999 | 2010 |
| ---- | ---- | ---- | ---- | ---- | ---- | ---- |
| 256  | 216  | 224  | 201  | 197  | 196  | 203  |